# 第73回毎日映画コンクール
第73回毎日映画コンクールは、毎日新聞社やスポーツニッポン新聞社が主催する賞であり、2018年の映画を対象とし、2019年2月14日に神奈川県川崎市のカルッツかわさきで授賞式が行われた。
『万引き家族』が日本映画大賞、女優主演賞の安藤サクラ、女優助演賞の樹木希林とあわせて3冠を獲得した。日本映画優秀賞に選ばれた『菊とギロチン』からは、木竜麻生がスポニチグランプリ新人賞を受賞している。外国映画ベストワン賞には『スリー・ビルボード』が選出された。

## 受賞とノミネート

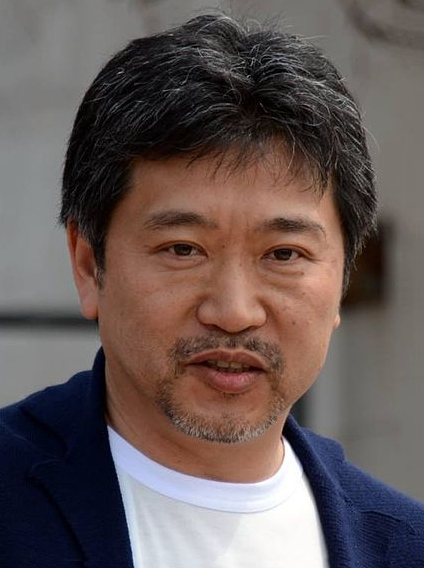
作品賞を受賞した是枝裕和

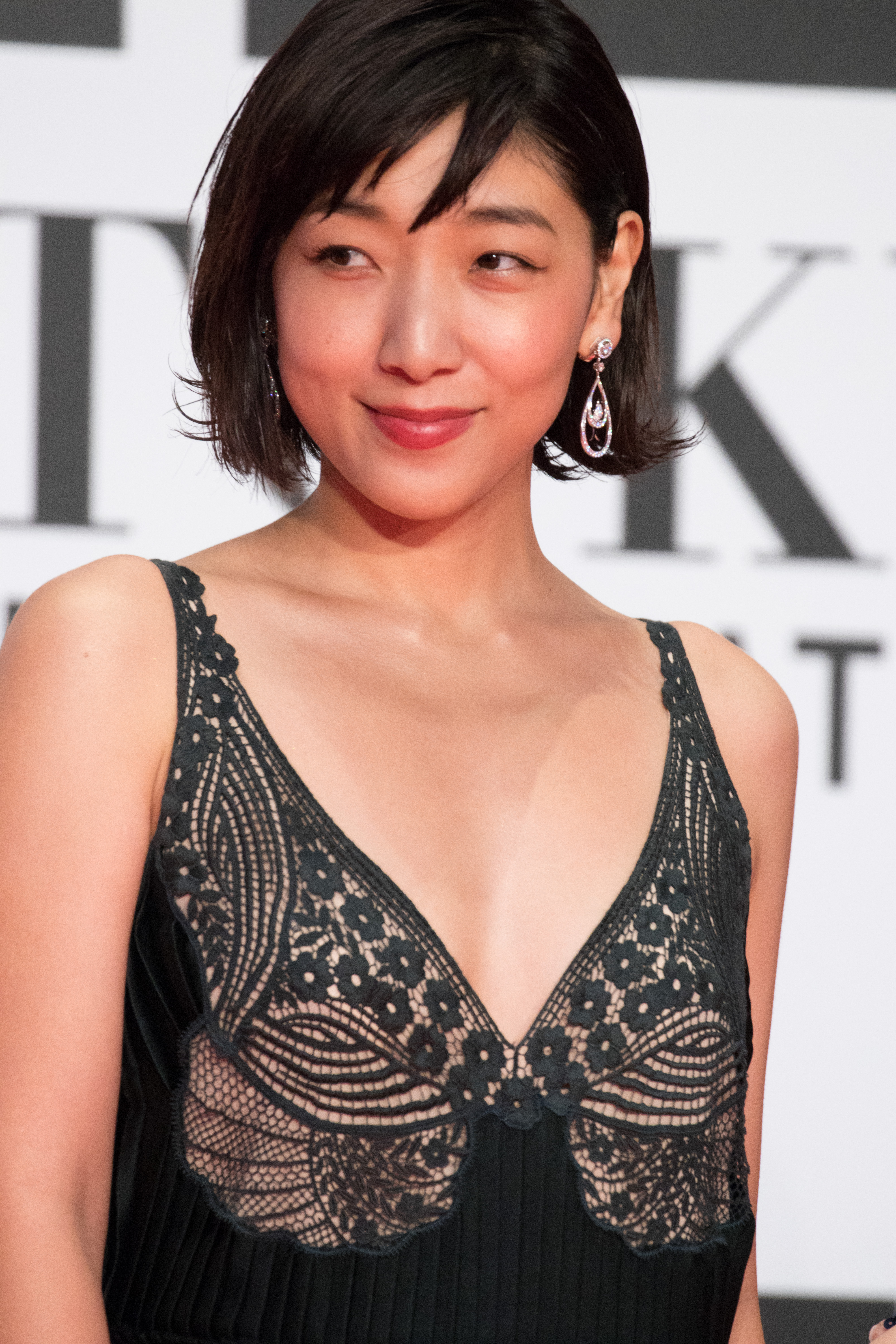
女優主演賞を受賞した安藤サクラ

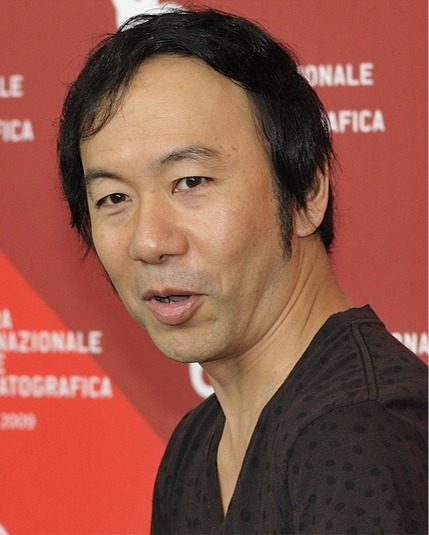
男優助演賞を受賞した塚本晋也

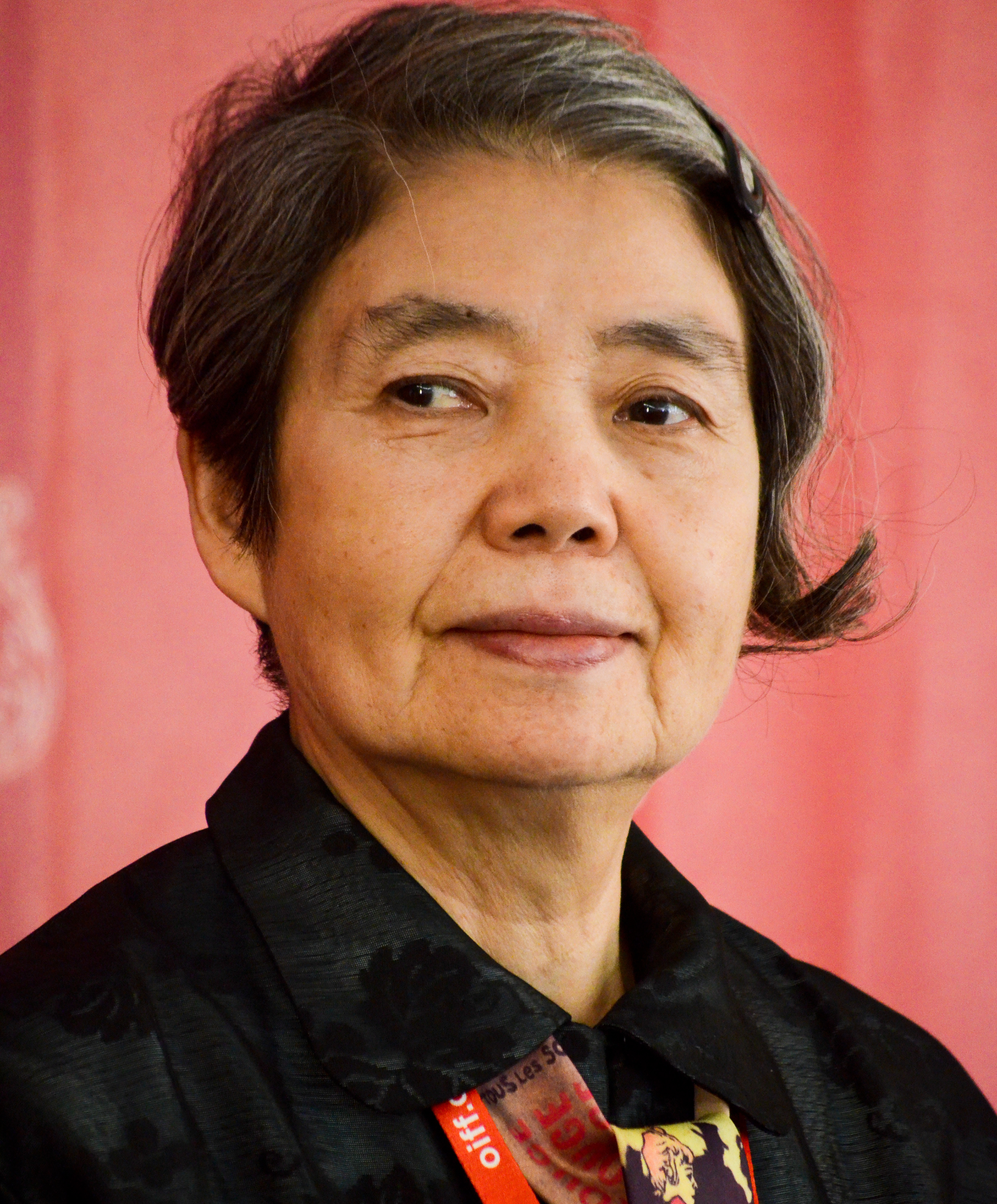
女優助演賞を受賞した樹木希林

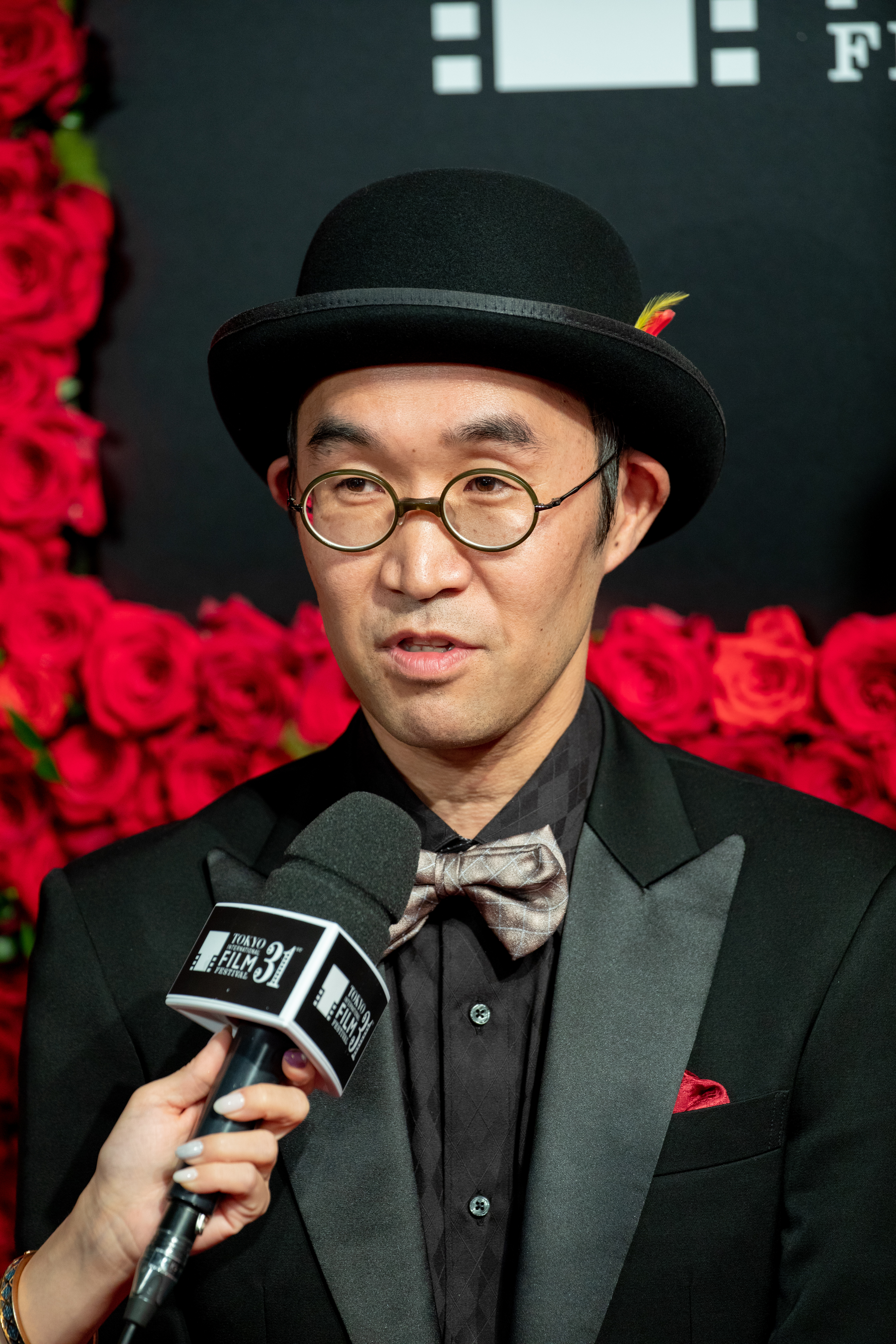
脚本賞を受賞した野尻克己

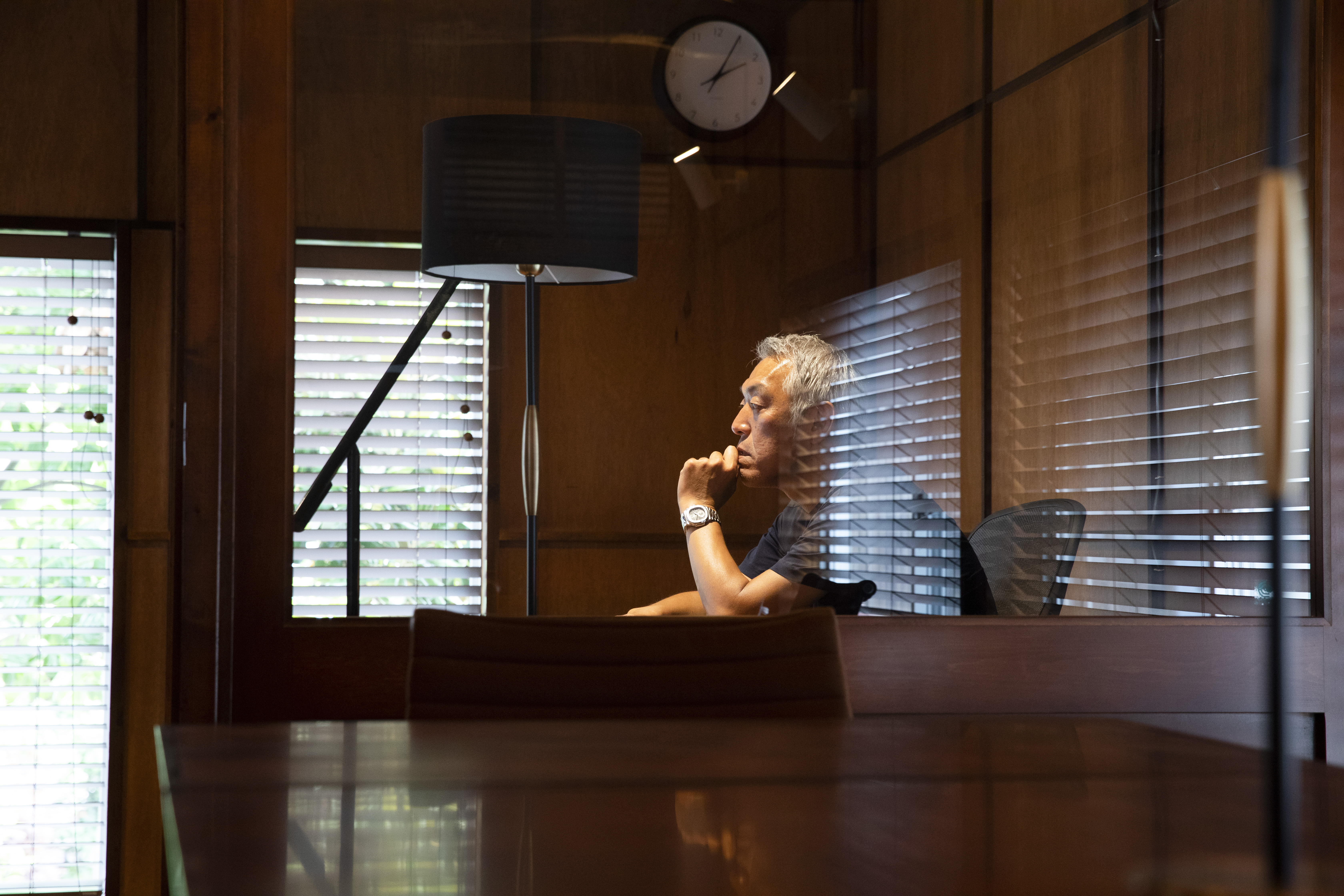
美術賞を受賞した原田満生

第73回毎日映画コンクールの候補は2018年12月21日に発表された。

### 結果
受賞者は各項目最上段に太字でダブルダガー () 付きのものである。
また、日本映画優秀賞と大藤信郎賞には太字でダガー()を付けている。
| 日本映画大賞・日本映画優秀賞 - 『万引き家族』 - 是枝裕和、石原隆、依田巽、中江康人 - 『菊とギロチン』 - 瀬々敬久、坂口一直、石毛栄典、浅野博貴、藤川佳三 - 『きみの鳥はうたえる』 - 三宅唱、松井宏、菅原和博 - 『孤狼の血』 - 白石和彌、天野和人 - 『寝ても覚めても』 - 濱口竜介、定井勇二、山本晃久、服部保彦 | 外国映画ベストワン賞 - 『スリー・ビルボード』 - マーティン・マクドナー、グレアム・ブロードベント、ピート・チャーニン - 『シェイプ・オブ・ウォーター』 - ギレルモ・デル・トロ、J・マイルズ・デイル - 『ファントム・スレッド』 - ポール・トーマス・アンダーソン、ミーガン・エリソン、ジョアン・セラー、ダニエル・ルピ - 『ペンタゴン・ペーパーズ 最高機密文書』 - スティーヴン・スピルバーグ、エイミー・パスカル、クリスティ・マコスコ・クリーガー - 『1987、ある闘いの真実』 - チャン・ジュナン（張俊煥） |
| 男優主演賞 - 柄本佑 - 『きみの鳥はうたえる』 - 僕役 - 岡田准一 - 『散り椿』 - 瓜生新兵衛役 - 東出昌大 - 『寝ても覚めても』 - 丸子亮平 / 鳥居麦役 - 役所広司 - 『孤狼の血』 - 大上章吾役 - 山﨑努 - 『モリのいる場所』 - 熊谷守一役 - リリー・フランキー - 『万引き家族』 - 柴田治役                            | 女優主演賞 - 安藤サクラ - 『万引き家族』 - 柴田信代役 - 門脇麦 - 『止められるか、俺たちを』 - 吉積めぐみ役 - 黒木華 - 『日日是好日』 - 典子役 - 趣里 - 『生きてるだけで、愛。』 - 寧子役 - 松岡茉優 - 『勝手にふるえてろ』 - 江藤良香役 |
| 男優助演賞 - 塚本晋也 - 『斬、』 - 澤村次郎左衛門役 - 新井浩文 - 『犬猿』 - 金山卓司役 - 瑛太 - 『友罪』 - 鈴木秀人 / 青柳健太郎役 - 酒向芳 - 『検察側の罪人』 - 松倉重生役 - 染谷将太 - 『きみの鳥はうたえる』 - 静雄役 - 二宮和也 - 『検察側の罪人』 - 沖野啓一郎役 - 松坂桃李 - 『孤狼の血』 - 日岡秀一役   | 女優助演賞 - 樹木希林 - 『万引き家族』 - 柴田初枝役 - 石橋静河 - 『きみの鳥はうたえる』 - 佐知子役 - 韓英恵 - 『菊とギロチン』 - 十勝川たまえ役 - 樹木希林 - 『日日是好日』 - 武田先生役 - 木野花 - 『愛しのアイリーン』 - 宍戸ツル役 - 原日出子 - 『鈴木家の嘘』 - 鈴木悠子役 - 松岡茉優 - 『万引き家族』 - 柴田亜紀役 |
| スポニチグランプリ新人賞（男性） - 玉置玲央 - 『教誨師』 - 高宮真司役 - 城桧吏 - 『万引き家族』 - 柴田祥太役 - 寛一郎 - 『菊とギロチン』 - 古田大次郎役 - 成田凌 - 『ニワトリ☆スター』 - 星野楽人役 - 前田隆成 - 『斬、』 - 市助役 - 吉沢亮 - 『リバーズ・エッジ』 - 山田一郎役                                | スポニチグランプリ新人賞（女性） - 木竜麻生 - 『菊とギロチン』 - 花菊ともよ役 - 唐田えりか - 『寝ても覚めても』 - 泉谷朝子役 - 木竜麻生 - 『鈴木家の嘘』 - 鈴木富美役 - 佐々木みゆ - 『万引き家族』 - ゆり（りん、北条じゅり）役 - 平手友梨奈 - 『響-HIBIKI-』 - 鮎喰響役 - 蒔田彩珠 - 『志乃ちゃんは自分の名前が言えない』 - 岡崎加代役 - 南沙良 - 『志乃ちゃんは自分の名前が言えない』 - 大島志乃役 |
| 田中絹代賞 - 白川和子 - 安藤サクラ - 寺島しのぶ - 原日出子 - 風吹ジュン | 監督賞 - 上田慎一郎 - 『カメラを止めるな!』 - 是枝裕和 - 『万引き家族』 - 白石和彌 - 『孤狼の血』 - 瀬々敬久 - 『菊とギロチン』 - 濱口竜介 - 『寝ても覚めても』 - 三宅唱 - 『きみの鳥はうたえる』 |
| 脚本賞 - 野尻克己 - 『鈴木家の嘘』 - 是枝裕和 - 『万引き家族』 - 上田慎一郎 - 『カメラを止めるな!』 - 相澤虎之助、瀬々敬久 - 『菊とギロチン』 - 田中幸子、濱口竜介 - 『寝ても覚めても』 - 鄭義信 - 『焼肉ドラゴン』                                                                                            | 撮影賞 - 月永雄太 - 『モリのいる場所』 - 木村大作 - 『散り椿』 - 近藤龍人 - 『万引き家族』 - 佐々木靖之 - 『寝ても覚めても』 - 四宮秀俊 - 『きみの鳥はうたえる』 - 曽根剛 - 『カメラを止めるな！』 - 鍋島淳裕 - 『菊とギロチン』 |
| 美術賞 - 原田満生、堀明元紀 - 『日日是好日』 - 安宅紀史 - 『モリのいる場所』 - 磯見俊裕 - 『焼肉ドラゴン』 - 露木恵美子 - 『菊とギロチン』 - 林田裕至 - 『パンク侍、斬られて候』 - 三ツ松けいこ - 『万引き家族』                                                                                               | 音楽賞 - Hi'Spec - 『きみの鳥はうたえる』 - tofubeats - 『寝ても覚めても』 - 石川忠 - 『斬、』 - 細野晴臣 - 『万引き家族』 - 安川午朗 - 『菊とギロチン』 |
| 録音賞 - 吉田憲義 - 『日日是好日』 - 石寺健一 - 『散り椿』 - 浦田和治 - 『孤狼の血』 - 川井崇満 - 『きみの鳥はうたえる』 - 北田雅也 - 『斬、』 | ドキュメンタリー映画賞 - 『廻り神楽』 - 『沖縄スパイ戦史』 - 『彼らの原発』 - 『サムライと愚か者-オリンパス事件の全貌-』 - 『選挙に出たい』 - 『太陽の塔』 - 『ぼけますから、よろしくお願いします。』 - 『夜明け前 呉秀三と無名の精神障害者の100年』 |
| アニメーション映画賞・大藤信郎賞 長編 - 『若おかみは小学生!』 ;アニメーション映画賞 - 『リズと青い鳥』 ;大藤信郎賞 - 『さよならの朝に約束の花をかざろう』 - 『未来のミライ』 - 『ペンギン・ハイウェイ』 · | 短編 - 『あの地』 - 『あのねのかぼちゃ』 - 『In the cage』 - 『ケアンの首達』 - 『真珠草』 - 『旅メーション「死生学」』 - 『ちいさな英雄』「透明人間」 - 『SCREEEEEN』 - 『タンポポとリボン』 - 『DREAMLAND』 - 『浜宿海岸のうわさ』 - 『夜になった雪の話』 - 『like I used to』 |

### TSUTAYAプレミアムファン賞
日本映画部門
- 『劇場版 コード・ブルー -ドクターヘリ緊急救命-』 – 西浦正記、増本淳、甘木モリオ

外国映画部門
- 『ボヘミアン・ラプソディ』 - グレアム・キング

### 特別賞
- 戸田奈津子

### 複数の部門での候補及び受賞作品
| ノミネート | 映画                                 |
| ---------- | ------------------------------------ |
| 13         | 『万引き家族』                       |
| 9          | 『菊とギロチン』                     |
| 8          | 『きみの鳥はうたえる』               |
| 7          | 『寝ても覚めても』                   |
| 5          | 『孤狼の血』                         |
| 4          | 『斬、』                             |
| 3          | 『カメラを止めるな!』                |
| 3          | 『鈴木家の嘘』                       |
| 3          | 『散り椿』                           |
| 3          | 『日日是好日』                       |
| 3          | 『モリのいる場所』                   |
| 2          | 『検察側の罪人』                     |
| 2          | 『志乃ちゃんは自分の名前が言えない』 |
| 2          | 『焼肉ドラゴン』                     |

| 受賞数 | 作品                   |
| ------ | ---------------------- |
| 3      | 『万引き家族』         |
| 2      | 『菊とギロチン』       |
| 2      | 『きみの鳥はうたえる』 |
| 2      | 『日日是好日』         |

## 審査員(選考委員)
一次選考委員
相田冬二、秋本鉄次、秋山登、明智惠子、石坂健治、石飛徳樹、イソガイマサト、稲垣都々世、宇田川幸洋、内海陽子、浦崎浩實、
襟川クロ、大高宏雄、大竹洋子、尾形敏朗、岡本耕治、奥村賢、鬼塚大輔、小野耕世、小野民樹、恩田泰子、賀来タクト、柏原寛司、
川口敦子、きさらぎ尚、北川れい子、北小路隆志、木全公彦、金原由佳、古賀重樹、小菅昭彦、小西均、斎藤敦子、佐藤忠男、佐藤雅昭、
塩田時敏、鈴木元、関口裕子、高橋諭治、立花珠樹、立田敦子、田中千世子、田中文人、谷川建司、出口丈人、土屋好生、寺脇研、
轟夕起夫、中川洋吉、中山治美、西脇英夫、野島孝一、野村正昭、萩尾瞳、馬場広信、春岡勇二、樋口尚文、平山允、福永聖二、
細谷美香、松本隆司、三留まゆみ、宮澤誠一、ミルクマン斉藤、村川英、村山匡一郎、森下朗義、森直人、矢田部吉彦、山根貞男、
渡辺浩、渡部実、勝田友巳、小林祥晃、鈴木隆
二次選考委員
<作品部門>
- 岩下志麻(女優)
- 佐伯知紀(映画映像研究者)
- 佐藤忠男(映画評論家)
- 中島丈博(脚本家)
- 矢田部吉彦(東京国際映画祭プログラミングディレクター)

以上5名
<俳優部門>
- 金原由佳(映画ジャーナリスト)
- 佐藤雅昭(スポーツニッポン編集委員)
- 関口裕子(キネマ旬報元編集長)
- 寺脇研(映画プロデューサー)
- 野島孝一(映画ジャーナリスト)
- 林加奈子(東京フィルメックス元ディレクター)
- 平山秀幸(映画監督)

以上7名
<スタッフ部門>
- 荒木啓子(ぴあフィルムフェスティバルディレクター)
- 掛尾良夫(城西国際大教授)
- 勝田友巳(毎日新聞社学芸部長)
- 北小路隆志(映画評論家)
- 高橋伴明(映画監督)
- 竹内公一(美術監督)
- 多良政司(録音監督)
- 冨田三起子(映画祭コーディネーター)
- 野村正昭(映画評論家)
- 長津晴子(脚本家)
- 渡部眞(撮影監督)

以上11名
<ドキュメンタリー部門>
- 石坂健治(日本映画大教授)
- 金平茂紀(TBS「報道特集」キャスター　エグゼティブ・エキスパート)
- 代島治彦(映画監督)
- 中山治美(映画ジャーナリスト)
- 森直人(映画評論家)

＝一次選考委員(萩野亮、渡辺勝之、小林祥晃)
以上5名
<アニメーション部門>
- 木船園子(東京工芸大教授)
- 杉野左秩子(アニメクリエーター)
- 土居伸彰(新千歳国際アニメーション映画祭ディレクター)
- 氷川竜介(アニメ評論家)
- 和田敏克(東京造形大准教授)

＝一次選考委員(原口正宏、藤津亮太、小林祥晃)
以上5名